# Carlos Trillo
Carlos Trillo (Buenos Aires, 1 maig del 1943 - Londres, 7 maig del 2011) va ser un escriptor i guionista de còmics argentí. Va col·laborar amb nombrosos autors argentins com Alberto Breccia, Enrique Breccia, Domingo Mandrafina, Horacio Altuna, Juan Jiménez, Carlos Meglia, Eduardo Risso, Ernesto García Seijas, entre d'altres. Va rebre dues vegades el premi Yellow Kid al Millor Autor Internacional (1978 i 1996) i el premi al millor guió del Festival del Còmic d'Angulema (1999).

## Biografia
Inicis
Carlos Trillo va començar la seva tasca professional el 1963 i l'any següent va entrar a treballar a la revista  Patoruzú  (en la qual va col·laborar fins al 1968) i després a l'editorial García Ferré, escrivint per a aquesta últims contes i notes d'estil periodístic a més de guions per a les sèries de còmic de la publicació: Hijitus, Antifaz, Topo Gigio i La Familia Panconara, entre d'altres. El 1972 va començar a treballar a la revista  Satiricó , on va treballar al costat de Oswal, Horacio Altuna i Lito Fernández.
Maduresa
El 1975 va anar a treballar a la revista  Mengano , en la qual va col·laborar des del número u amb Altuna i va fer  Un tal Daneri  al costat de Alberto Breccia. Amb el fill d'Alberto, Enrique Breccia, va fer entre 1977 i 1982  Alvar Major , publicada íntegrament a la revista Skorpio de l'Argentina i també a Itàlia, Espanya i França.
Amb Horacio Altuna, Carlos Trillo va ser el creador de la popular tira còmica  El Loco Chávez  que es va publicar diàriament al diari  Clarín  de Buenos Aires entre el 26 de juliol de 1975 i el 10 novembre de 1987. El protagonista, Chávez, és un periodista que a través de les seves aventures narra el dia a dia que viu el país, amb els conflictes socials, els vaivens econòmics, etc.
Posterior-ment varen ampliar les seves col·laboracions a diversos còmics, entre d'altres el més nomenat va ser  Las puertitas del Sr. López  que va aparèixer per primera vegada a la revista de contes de ciència de ciència-ficció El Péndulo a l'octubre del 1979, i després a la revista Humor Registrado des del 1980. El protagonista, López, és un oficinista covard i incapaç de rebel·lar-se, que ingressa a altres mons traspassant portes (sempre les d'un bany), però sempre torna a la seva realitat. Realitzada i publicada en ple Procés de Reorganització Nacional, Horaci Altuna explica que: " La història tractava d'un tipus molt pusil·lànime, era una visió de l'Argentina sota la dictadura." . Se'n va fer, una peli-cula l'any 1988, va obtenir el Gran Premi al Festival Chaplín de l'Humor, a Vevey, Suïssa.
Ja l'any 1982 varen publicar El último recreo a la revista espanyola  1984 . A Argentina la sèrie va començar a Superhumor, que va publicar tres episodis, per continuar a la revista Fierro, a partir del núm. 7. L'argument de l'obra és que després de l'explosió d'una bomba que elimina únicament a aquells que han arribat a la maduresa sexual, els nens son els únics supervivents, s'han d'espavilar per sobreviure en un món sense adults. No triguen a aparèixer els vicis dels adults, i afloren l'egoisme i la violència, a mesura que es perd la innocència.
El Negro Blanco, amb el dibuixant Ernesto García Seijas, va representar la continuïtat d'El Loco Chávez a les pàgines de Clarín des de setembre del 1987.
Aventura editorial
Va fundar El Globo Editor, que va editar les revistes Puertitas (1989) i Puertitas Supersexy (1992).
Amb Jordi Bernet i Eduardo Maicas van fer Clara de noche, historieta còmica setmanal, publicada a la revista  El Jueves  a l'estat espanyol i al diari  Página/12  a l'Argentina. Les historietes explican la vida quotidiana d'una prostituta que, a més, ha de criar un fill. L'autor va explicar que Clara de noche va sorgir quan l'editor li va sol·licitar que li portés «un personaje de puta madre».
Entre el 28 d'abril de 2002 i el 6 de setembre de 2003 va publicar a Clarín CaZados, amb O'Kif.
Va morir a Londres, el 7 maig del 2011, mentre gaudia d'un viatge de vacances. Estava casat amb l'escriptora argentina Ema Wolf, amb qui va tenir 2 fills.

## Obra
| Any                     | Títol                                                                    | Dibuixant                  | Tipus                          | Publicació                               |  |
| ----------------------- | ------------------------------------------------------------------------ | -------------------------- | ------------------------------ | ---------------------------------------- |  |
| 1975                    | Un tal Daneri                                                            | Alberto Breccia            | Sèrie de 8 episodis            | Mengano                                  |  |
| 26/06/1975 a 10/11/1987 | El Loco Chávez                                                           | Horacio Altuna             | Tira de premsa                 | Clarín                                   |  |
| 1976                    | El buen dios                                                             | Enrique Breccia            |                                |                                          |  |
| 1976-1978               | Detective's Studio                                                       | Pérez d´Elias              |                                | Skorpio                                  |  |
| 1976-1978               | Nadie                                                                    | Alberto Breccia            | Sèrie de 14 episodis           | Ediciones Récord                         |  |
| 1977                    | Foster de las Islas                                                      | Víctor H. Arias            |                                | Skorpio                                  |  |
| 1977-1982               | Alvar Mayor                                                              | Enrique Breccia            |                                | Skorpio                                  |  |
| 06/1978                 | Kangaroo O'Neil                                                          | Félix Saborido             | Sèrie de 1 episodio (truncada) | Pif-Paf nº 29                            |  |
| 1978-1981               | El peregrino de las estrellas                                            | Enrique Breccia            |                                |                                          |  |
| 1979                    | Los viajes de Marco Mono                                                 | Enrique Breccia            | Sèrie                          | El Péndulo, Humor                        |  |
| 10/1979                 | Las puertitas del Sr. López                                              | Horacio Altuna             | Sèrie                          | El Péndulo                               |  |
| 1980                    | Laura Holmer                                                             | Horacio Altuna             |                                | Skorpio Extra Libro de Oro 2             |  |
| 1980                    | Oro blanco                                                               | Enrique Breccia            |                                | Cimoc                                    |  |
| 1980                    | Los enigmas del P.A.M.I.                                                 | Enrique Breccia            |                                |                                          |  |
| 1980-1981               | Extraño Juicio a Roy Ely, El                                             | Juan Giménez               |                                |                                          |  |
| 1980-1981               | Polución nocturna                                                        | Alberto Dose               | Sèrie de 4 episodis            | SuperHum®                                |  |
| 06/1981                 | Merdichesky                                                              | Horacio Altuna             | Sèrie                          | SuperHum®                                |  |
| 1981                    | El planeta del exilio                                                    | Alberto Dose               | Historieta autoconclusiva      | SuperHum®                                |  |
| 11/1981 a 04/1982       | Misterio de Ulises Boedo, Los                                            | Domingo Roberto Mandrafina |                                | SuperHum®                                |  |
| 1981-1982               | Buscavidas                                                               | Alberto Breccia            | Sèrie de 14 episodis           | SuperHum®                                |  |
| 1981-1983               | Historias mudas                                                          | Domingo Roberto Mandrafina |                                |                                          |  |
| 1982                    | La leyenda de las cuatro sombras                                         | Fernando Fernández         |                                |                                          |  |
| 1982                    | Tierra de monstruos                                                      | Gustavo Trigo              |                                |                                          |  |
| 1982                    | Toh-Or                                                                   | Alberto Dose               | Sèrie de 3 episodis            | SuperHum®                                |  |
| 11/1982 a 03/1983       | Nuestro hombre en Banana                                                 | Félix Saborido             | Sèrie de 4 episodis            | Superhumor nº 22 a 25 (nov. 82-mar. 83)  |  |
| 1983                    | Viajero de Gris                                                          | Alberto Breccia            | Sèrie de 6 episodis            | Skorpio                                  |  |
| 11 a 12/1983            | Matando el tiempo                                                        | Félix Saborido             | Historia autoconclusiva        | Tiras de Cuero 1 y 2                     |  |
| 11 a 12/1983            | Memoria del viejo mundo                                                  | Alberto Dose               | Sèrie de 3 episodis            | Tira de Cuero                            |  |
| 1983-1984               | El último recreo                                                         | Horacio Altuna             |                                | 1984                                     |  |
| 1984                    | Piñón Fijo                                                               | Domingo Roberto Mandrafina |                                | SuperHum®                                |  |
|                         | Tragaperras                                                              | Horacio Altuna             |                                | Zona 84                                  |  |
|                         | Charlie Moon                                                             | Horacio Altuna             |                                |                                          |  |
| 1985                    | Custer                                                                   | Jordi Bernet               |                                |                                          |  |
| 1986                    | Basura                                                                   | Juan Giménez               |                                |                                          |  |
|                         | Husmeante'                                                               | Domingo Roberto Mandrafina | Sèrie                          | Don, Fierro                              |  |
| 10/1987 a 04/1988       | Peter Kampf, lo sabía'                                                   | Domingo Roberto Mandrafina | Sèrie                          | Fierro                                   |  |
| 1987                    | Light & Bold                                                             | Jordi Bernet               |                                |                                          |  |
| 1987-1994               | El Negro Blanco                                                          | Ernesto García Seijas      | Tira de premsa                 | Clarín                                   |  |
|                         | Flopi                                                                    | Ernesto García Seijas      | Tira de premsa                 | Clarín                                   |  |
| 1988-1991               | Fúlu                                                                     | Eduardo Risso              |                                |                                          |  |
| 12/1989                 | Loco por el jazz                                                         | Félix Saborido             | Historia autoconclusiva        | Puertitas Nº 1                           |  |
| 1989-1990               | Cosecha Verde (conocido en España como "La Gran Farsa")                  | Domingo Roberto Mandrafina |                                |                                          |  |
| 1989-1991               | Irish Cofee                                                              | Carlos Meglia              |                                |                                          |  |
| 1990                    | Big Bang                                                                 | Carlos Meglia              | Sèrie de 3 episodis            | Puertitas                                |  |
| 1990                    | Ivan Piire                                                               | Jordi Bernet               | Serie                          | Splatter                                 |  |
| 1990                    | Recuerdos de la Luna                                                     | Alejandro O'Kif            |                                |                                          |  |
| 1990                    | Hyter de Flok                                                            | Horacio Domingues          |                                |                                          |  |
| 1990-1992               | Boy vampiro                                                              | Eduardo Risso              |                                |                                          |  |
| 05/1990                 | Un policía con pocas luces                                               | Félix Saborido             | Historia autoconclusiva        | Puertitas Nº 4                           |  |
| 08/1990                 | El hombre que deseaba demasiado                                          | Félix Saborido             | Historia autoconclusiva        | Puertitas Nº 6                           |  |
| 09/1990                 | Náufragos                                                                | Enio                       | Historieta autoconclusiva      | Puertitas Nº 7                           |  |
| 09/1990                 | El tapero del terror                                                     | Enio                       | Historieta autoconclusiva      | Puertitas Terror Nº 3                    |  |
| 1991                    | Grogro                                                                   | Horacio Domingues          |                                | Puertitas                                |  |
| 1991                    | Looking for Hoover                                                       | Jorge Zaffino              | Sèrie de 3 episodis            | Puertitas nº 14 y 15                     |  |
| 08/1991                 | Zandunga                                                                 | Félix Saborido             |                                | Puertitas Nº 16                          |  |
| 1991-1993               | Dragger                                                                  | Domingo Roberto Mandrafina |                                |                                          |  |
| 1992-2011               | Clara de noche (junto a Eduardo Maicas)                                  | Jordi Bernet               | Sèrie                          | El Jueves                                |  |
| 1992                    | Video Noire                                                              | Eduardo Risso              |                                |                                          |  |
| 1992                    | Leticia imagina                                                          | Alejandro O'Kif            | Sèrie de 11 episodis           | Puertitas y Puertitas Súper Sexy         |  |
| 1992-1997               | Cybersix                                                                 | Carlos Meglia              | Serial                         | Eura Editoriale                          |  |
| 09/1992                 | ¿Nevada fatal sobre Buenos Aires?                                        | Félix Saborido             | Historia autoconclusiva        | Puertitas Nº 28                          |  |
|                         | Rata cruel (parodia de Disney)                                           | Félix Saborido             | Historia autoconclusiva        |                                          |  |
| 1993-1995               | Borderline                                                               | Eduardo Risso              |                                |                                          |  |
| 1993-1998               | Spaghetti Brothers                                                       | Domingo Roberto Mandrafina | Sèrie                          | Lanciostory                              |  |
| 07 a 09/1993            | Danny Cold                                                               | Félix Saborido             | Serie de 8 episodios           | Skorpio (Eura Editoriale)                |  |
| 02 a 04/1994            | Doppelkiller                                                             | Enio                       | Sèrie                          | Nippur Magnum Todo Color y Nippur Magnum |  |
| 04-05/1994              | Historia de la vida de Arcabuz                                           | Fabián Slongo              |                                | D'artagnan                               |  |
| 1997-1998               | Los misterios de la Luna Roja                                            | Eduardo Risso              |                                |                                          |  |
| 11/01/1999              | Recuerdos que matan                                                      | Jorge Zaffino              | Historieta autoconclusiva      | Lanciostory Nº 1                         |  |
| 26/07/1999              | La culpa es de esa mujer                                                 | Jorge Zaffino              | Historieta autoconclusiva      | Lanciostory Nº 29                        |  |
| 27/01/2000              | Espejismos sutiles                                                       | Jorge Zaffino              | Skorpio Nº 3                   |                                          |  |
| 2000                    | Zachary Holmes                                                           | Juan Bobillo               | Serial                         |                                          |  |
| 2001                    | Cicca Dum Dum                                                            | Jordi Bernet               |                                | Penthouse                                |  |
| 28/04/2002 a 06/09/2003 | CaZados                                                                  | O'Kif                      | Tira de prensa                 | Clarín                                   |  |
| 2004                    | Sarna                                                                    | Juan Sáenz Valiente        |                                | Iron Eggs Ediciones                      |  |
| 2005                    | Sick Bird                                                                | Juan Bobillo               | Serial                         |                                          |  |
| 2005                    | Chicanos                                                                 | Eduardo Risso              |                                |                                          |  |
| 2006-2007               | Torni Yo (junto a Eduardo Maicas)                                        | Gustavo Sala               | Sèrie                          | Genios (Clarín)                          |  |
| 2007-2008               | El síndrome Guastavino (conocido en España como La herencia del coronel) | Lucas Varela               | Sèrie                          | Fierro (Página/12)                       |  |
| 2009                    | Jusepe en Amérique (conocido en Argentina como Jusepe en América)        | Pablo Túnica               | Libro                          | Colección Bayou (Gallimard)              |  |
| 2010                    | Pizza China                                                              | Cecilia "Gato" Fernández   | Sèrie                          | Animals (Coniglio Editore)               |  |
| 2010-2011               | Sasha despierta                                                          | Lucas Varela               | Sèrie                          | Fierro (Página/12)                       |  |

Assagística

## Filmografia

### Cine
- Imaginadores (2008) (entrevistat)
- Ya no hay hombres (1991) (idea original)
- Las puertitas del Sr. López (1988) (autor i guionista)